# توربالان
 توربالان(نام علمی: Cethosia) نام یک سرده از تیره فرچه‌پایان است.